# Cruzeiro do Oeste
Cruzeiro do Oeste est une municipalité brésilienne située dans l'État du Paraná.